# Zygfryd Berezecki
Zygfryd Berezecki (ur. 25 lutego 1907 w Chełmie, zm. 28 lutego 1963) – katolicki prezbiter, ojciec duchowny Niższego Seminarium w Lublinie, pedagog, opiekun więźniów i wysiedleńców.

## Życiorys

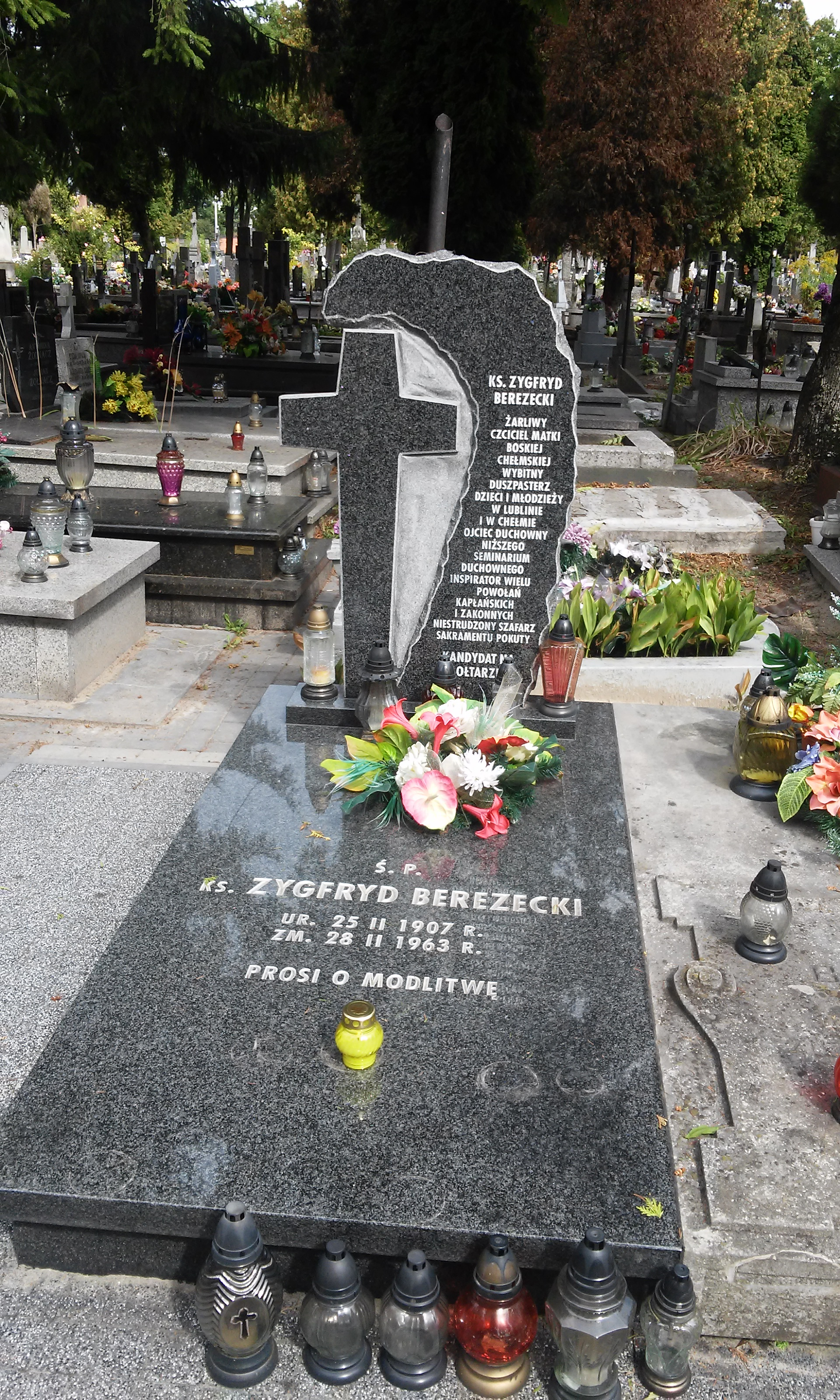
Nagrobek ks. Berezeckiego na cmentarzu przy ul. Lwowskiej w Chełmie

Urodził się w rodzinie o tradycjach patriotycznych. Jego rodzice prowadzili zakład i sklep masarski w Chełmie i zajmowali się rolnictwem. Zygfryd został jedynakiem, gdy młodszy jego brat zmarł we wczesnym dzieciństwie Wielki wpływ na niego wywarła religijna matka. Po zajęciu Chełma przez wojska austriackie przyjęty został w 1915 do Chełmskiej Szkoły Filologicznej, przekształconej po odzyskaniu niepodległości w Państwowe Gimnazjum im. Stefana Czarnieckiego do klasy humanistycznej. Uczył się gry na skrzypcach, dużo czytał, interesował się teatrem i filmem tańcem i śpiewem. Był aktywnym harcerzem. Po maturze w 1927 r. wbrew rodzicom wstąpił do Seminarium Duchownego w Lublinie. Podczas studiów był członkiem Sodalicji Mariańskiej i Kółka Abstynenckiego; oraz Koła Starszych Harcerzy Alumnów, jako bibliotekarz. W 1932 r. przyjął święcenia kapłańskie z rąk bpa Mariana Fulmana. Po święceniach ks. Berezecki przebywał na obozie harcerskim Hufca Chełmskiego w Siekierzyńcach nad Zbruczem, jako kapelan i opiekun. Od 1932 r. był nauczycielem religii w Lublinie, w szkołach powszechnych nr 21 i 29 oraz w Szkole im. J. Kochanowskiego. Kierował organizacjami patriotycznymi i religijnymi młodzieżowymi. W 1937 r. został ojcem duchownym Niższego Seminarium Duchownego w Lublinie i mieszkał w gmachu Gimnazjum Biskupiego na Czwartku do zajęcia budynku jesienią 1939 r. przez Niemców. Ostrzeżony o zamiarach aresztowania księży przeniósł się do Chełma, zamieszkał w przy ul. Reformackiej w domu u matki, u której schronili się także inni księża.
Wysiedlonym z Wołynia i uciekinierom z obozów w miarę posiadanych możliwości udzielał pomocy charytatywnej.
Angażował się w akcje: przygotowywał z harcerzami zapasy żywnościowe, kompletował apteczki i wysyłał paczki jeńcom, organizował dla biednych i opuszczonych dzieci "kromkę chleba", pracował w RGO (Rada Główna Opiekuńcza) na rzecz ludzi poszkodowanych i biednych.
W 1939 objął obowiązki wikariusza parafii mariackiej w Chełmie i pracował jako prefekt w szkolnictwie jawnym. Jednocześnie przez cały okres okupacji uczył w tajnych kompletach w poziomie gimnazjalnym. Podczas ostatniej wojny w swoim domu przez pewien czas przechowywał obraz Matki Bożej Chełmskiej z katedry na Górze.
Po wojnie (w 1946 r.) udzielał pomocy aresztantom i więźniom oraz upominał się o ich ludzkie traktowanie. Nadal był aktywny w pracy społeczno patriotycznej. Zwolniono go z obowiązków duszpasterskich (wikariatu) i poświęcił się wówczas głównie nauczaniu w szkołach i pracy z młodzieżą w organizacjach religijnych (Sodalicja Mariańska, Koła Ministrantów). Pracę wśród ministrantów prowadził, wykorzystując cenioną przez niego metodykę harcerską (podział na zastępy, stopnie, zbiórki, własny sztandar i in.). W latach pięćdziesiątych opiekował się Kołem Starszych Ministrantów na Górce oraz uczył dorywczo religii.
Duży wpływ na jego postawę odegrały odważne kazania ks. Józefa Dziekana w kościele Rozesłania Apostołów w Chełmie. W 1954 r., w związku z usunięciem ze szkół nauczania religii i prześladowaniem patriotycznych kapłanów, ks. Berezecki został zwolniony z obowiązków katechety i przeniesiony na emeryturę. Po usunięciu, mimo wielkiego sprzeciwu wiernych, przez władze komunistyczne, dziekana parafii, przyjął nominację na wakujące stanowisko administratora kościoła pw. Rozesłania świętych Apostołów w Chełmie, broniąc mimo nacisku funkcjonariuszy UB, obrazu na bramie obok świątyni i udzielając pomocy więźniom politycznym. Po obsadzeniu parafii przez stałego proboszcza, pozostał w niej nadal jako wikariusz.
Od 1957 r., po wprowadzeniu nauki religii w szkołach, pracował jako prefekt. Swoje dochody przeznaczał na Seminarium Duchowne w Lublinie i KUL oraz na odbudowę katedry lubelskiej.
W 1961 r. zaproponowano ks. Berezeckiemu objęcie probostwa parafii Kijany (gm. Spiczyn, pow. łęczyński). Ze względu na zły stan zdrowia i konieczność opieki nad domem rodzinnym otrzymanym po zmarłych rodzicach, nie przyjął tej propozycji.
W nocy z 27 na 28 lutego 1963 r. zmarł w opinii świętości, samotnie, prawdopodobnie na zawał serca. Pochowano go na cmentarzu w Chełmie przy ul. Lwowskiej.
Dnia 21 października 2005 r. został wybrany patronem Gimnazjum nr 2 w Chełmie, gdzie bp Mieczysław Cisło poświęcił i odsłonił pamiątkową tablicę poświęconą temu księdzu umieszczoną na murach budynku szkoły. Podobna tablica wraz ze zdjęciem tego znajduje się w kościele pod wezwaniem Rozesłania Apostołów w Chełmie.